# Manuel Manetta
Manuel Manetta (New Orleans, 3 oktober 1889 – aldaar, 10 oktober 1969) was een Amerikaanse dixielandmuzikant (viool, gitaar, piano, cornet, saxofoon, trombone).

## Biografie
Manetta kwam uit een familie van blazers en kreeg les van violist William J. Nickerson. Manetta speelde nog met Buddy Bolden in zijn band en begon de band in het Tuxedo Cabaret in 1910, dat aanvankelijk Arnold Metoyer, George Filhé, Luis Tio, Bab Frank, Peter Bocage en Louis Cottrell sr. omvatte. De band werd later geleid door Papa Celestin. Manetta was lid van de Eagle Brass Band en de Tuxedo Brass Band. In 1919 toerde hij met Kid Ory (met wie hij viool speelde) en in de jaren 1920 als pianist bij de familieband Martel. Hij speelde op de Mississippi-rivierstomers met Ed Allen, maar bleef verder in New Orleans. In 1925 was hij als pianist betrokken bij de opname van de Original Tuxedo Jazz Band. Hij speelde tot op hoge leeftijd met de bands van Papa Celestin, Arnold Du Pas en Manuel Perez.
Hij zou de docent van Jelly Roll Morton  en Henry Red Allen zijn geweest. Hij zou ook een trompetpartij hebben geschreven voor Panama, wat destijds gebruikelijk was in New Orleans. Er wordt gezegd dat hij niet alleen tal van instrumenten uit zeer verschillende families bespeelde, hij was ook in staat om tot op hoge leeftijd twee blaasinstrumenten tegelijkertijd te bespelen. Vanwege zijn leeftijd was hij ook een belangrijke hedendaagse getuige van jazz, waarvan er interviews zijn in het Tulane Jazz Archive.

## Overlijden
Manuel Manetta overleed in oktober 1969 op 80-jarige leeftijd.